# ФК Колчестър Юнайтед
Колчестър Юнайтед (на английски: Colchester United) е английски футболен клуб от град Колчестър, Есекс, източна Англия. Отборът е основан през 1937. От 2008 играят на новия си стадион „Колчестър Къмюнити“. Старият им стадион „Лейър Роуд“ е нефункционален от 2008, а през 2012 е разрушен.
„Колчестър“ стават по-известни след като през 1971 в петия кръг на ФА Къп побеждават Лийдс Юнайтед на Дон Реви с 3-2. Най-високото им завършване е 10-о място в Чемпиъншип през сезон 2006-07, задминавайки съперниците им от източна Англия Ипсуич Таун, Норич Сити. Въпреки тези успехи средната посещаемост на отбора е най-ниската в Чемпиъншип за този сезон.

## Отличия
- Първа лига
  - Втори – 2005–06
- Трета дивизия
  - Победители в плей-офф – 1997–98
- Четвърта дивизия
  - Втори – 1961–62
- Английска национална конференция
  - Шампион – 1991–92
  - Втори – 1990–91
- Южна футболна лига
  - Шампион – 1938–39
  - Втори – 1949–50
- Трофей на Футболната лига
  - Втори – 1996–97
- ФА Трофи
  - Носител – 1991–92
- Уотни Къп
  - Носител – 1971–72
- Висша купа на Есекс
  - Носител – 2009–10
- Южна купа на лигата
  - Носител – 1939–40, 1949–50
- Висша челъндж купа на Есекс
  - Носител – 1974–75